# Megan Donahue
Megan Donahue   (Nova York, 5 de desembre de 1962) és una astrònoma estatunidenca que estudia galàxies i cúmuls de galàxies. És professora de física i astrofísica a la Universitat Estatal de Michigan i presidenta de l'American Astronomical Society (AAS) durant al període 2018-2020.

## Educació i carrera professional
Donahue es va graduar en física a l'Institut de Tecnologia de Massachusetts el 1985 i es va doctorar en astrofísica a la Universitat de Colorado a Boulder el 1990 sota la supervisió de J. Michael Shull i John T. Stocke. Després d'una investigació postdoctoral a la Carnegie Institution for Science, es va unir a l'Space Telescope Science Institute per a una segona visita postdoctoral el 1993, i hi va romandre fins que es va unir al professorat de la Universitat Estatal de Michigan el 2003.

## Llibres
És coautora de tres llibres de la sèrie «Perspectives Còsmiques de Pearson» de llibres de text d'astronomia: The Cosmic Perspective (8a ed., 2016, també publicat com a dos volums separats), The Essential Cosmic Perspective (7a ed., 2014), i The Cosmic Perspective Fundamentals (2a ed., 2015).

## Premis i honors
Donahue va ser la guanyadora el 1993 del Premi Robert J. Trumpler a la millor tesi doctoral recent en astronomia. El 2012, es va convertir en membre de l'Associació americana per l'avanç de la ciència (AAAS), i el 2016 va ser triada com a membre de la Societat Americana de Física (APS).